# Gustaf Johansson (jégkorongozó)
Julius Gustaf Mauritz „Lulle” Johansson (Stockholm, 1900. szeptember 14. –  Stockholm, 1971. július 1.) olimpiai és világbajnoki ezüstérmes, Európa-bajnok svéd jégkorongozó.

## Életpályája
Az 1924. évi téli olimpiai játékokon, jégkorongban a 4. lett a svéd csapattal. Első mérkőzésükön a svájciakat verték 9–0-ra, utána Kanadától kikaptak 22–0-ra, majd a csehszlovákokat verték 9–3-ra. Ezután jött a négyes döntő, ahol a kanadaiak elleni mérkőzés beszámított, így játszottak az amerikaiak ellen, ami 20–0-s vereség lett, majd a britek is megverték őket 4–3-ra.
Az 1928. évi téli olimpiai játékokra visszatért a jégkorongtornára és ezüstérmes lett a svéd csapattal. A B csoportba kerültek, ahol először a csehszlovákokat verték 3–0-ra, majd a lengyelekkel játszottak 2–2-es döntetlent. A csoportból első helyen tovább jutottak a négyesdöntőbe. Itt az első mérkőzésen 11–0-as vereséget szenvedtek a kanadaiaktól, Svájcot megverték 4–0-ra, végül a briteket 3–0-re. Az olimpia egyszerre volt világ- és Európa-bajnokság is. Így világbajnok ezüstérmes és Európa-bajnok lett.
Aranyérmes lett az 1923-as jégkorong-Európa-bajnokságon, és az 1932-es jégkorong-Európa-bajnokságon. Az 1924-es jégkorong-Európa-bajnokságon ezüstérmes lett. Az 1931-es jégkorong-világbajnokságon nem szerzett érmet.
Klubcsapata a német Berliner SC és a svéd IK Göta volt. A Berliner SC-vel 1924-ben, 1926-ban és 1928-ban Spengler-kupa győztes lett. Négyszeres német bajnok (1923, 1924, 1926, 1928). Hétszeres svéd bajnok volt 1922-ben, 1923-ban, 1924-ben, 1927-ben, 1928-ban, 1929-ben, 1930-ban.
Fia, Gösta Johansson szintén játszott az olimpián, az 1952-es téli olimpián és bronzérmes lett.